# Поєніле (Вранча)
Поєніле (рум. Poenile) — село у повіті Вранча в Румунії. Входить до складу комуни Гура-Каліцей.
Село розташоване на відстані 149 км на північний схід від Бухареста, 18 км на південний захід від Фокшан, 84 км на захід від Галаца, 106 км на схід від Брашова.

## Населення
За даними перепису населення 2002 року у селі проживали 460 осіб, усі — румуни. Усі жителі села рідною мовою назвали румунську.